# 大科克沙加河

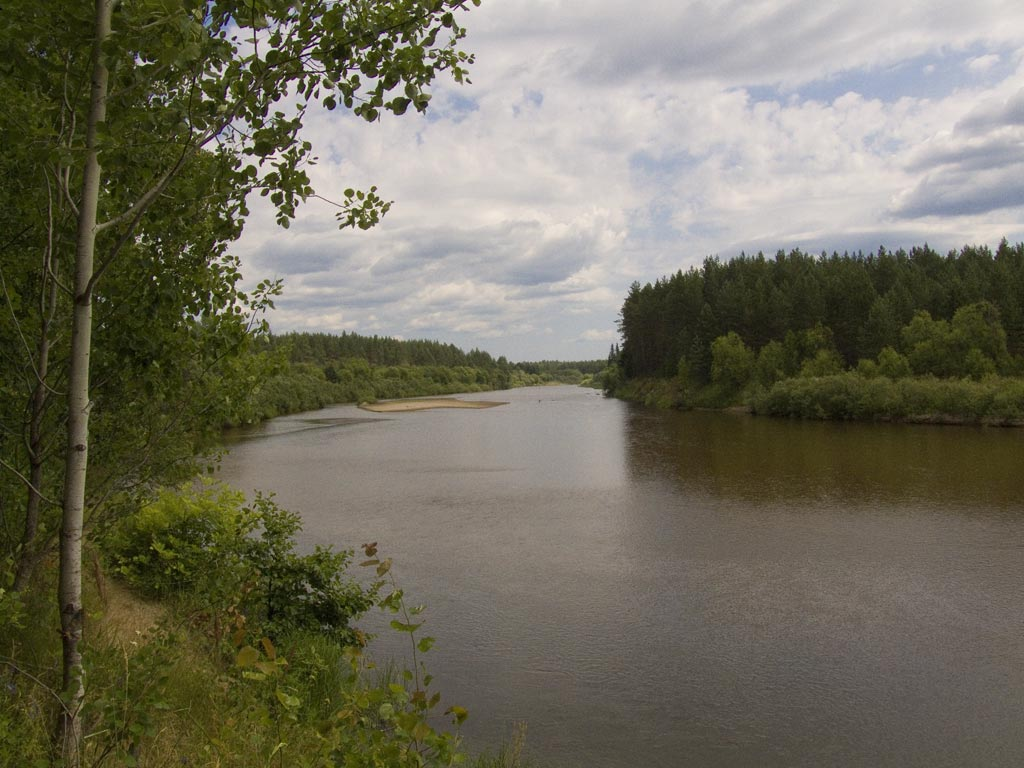
大科克沙加河

大科克沙加河是俄羅斯的河流，位於基洛夫州和馬里埃爾共和國內，屬於伏爾加河的左支流，最終注入古比雪夫水庫，河道全長297公里，流域面積6,330平方公里，河水主要來自融雪和雨水，在每年11月開始結冰，直至翌年4月，主要支流有大昆德什河。